# Pit Stop
Pit Stop (tj. Zastávka) je americký hraný film z roku 2013, který režíroval Yen Tan podle vlastního scénáře. Film pojednává o vztazích gayů na maloměstě v Texasu. Snímek měl světovou premiéru na filmovém festivalu Sundance 21. ledna 2013.

## Děj
Gabe žije s bývalou manželkou Shannon a dcerou v jednom domě. Jsou rozvedení, protože Gabe je gay, ale dohodli se, že budou dceru vychovávat společně. Ernesto bydlí s Louisem. Jejich vztah je již rozpadlý, ale Louis si není schopen najít práci a odstěhovat se, až ho Ernesto z domu ze dne na den vyhodí. Ernesto dochází pravidelně do nemocnice za svým bývalým partnerem, který leží po autonehodě v kómatu. Kontaktuje také jeho sestru, aby za ním přijela. Gabe a Ernesto se seznámí přes internet a po jejich prvním setkání na benzínové pumpě si padnou do oka.

## Obsazení
| Bailey Bass      | Cindy   |
| Marcus DeAnda    | Ernesto |
| Yesenia Garcia   | Hilda   |
| Bill Heck        | Gabe    |
| Heather Kafka    | Linda   |
| Richard C. Jones | Chase   |
| Alfredo Maduro   | Luis    |
| Jonny Mars       | Russ    |
| John Merriman    | Winston |
| Amy Seimetz      | Shannon |
| Corby Sullivan   | Les     |

## Ocenění
- Dallas International Film Festival: velká cena poroty
- Nashville Film Festival: Louise LeQuire Award za nejlepší scénář